# Comic Book Superheroes Unmasked
Comic Book Superheroes Unmasked ist ein US-amerikanischer Dokumentarfilm aus dem Jahr 2003. Der Fernsehfilm erläutert anhand von Interviews die Geschichte der Comics, ihrer Helden und ihren Bezug zur US-amerikanischen Kultur. 

## Handlung
Peta Wilson, die im Juli 2003 mit der Comicverfilmung Die Liga der außergewöhnlichen Gentlemen in die US-amerikanischen Kinos kam, spricht die Einleitung und die Verabschiedung. 
Während der Weltwirtschaftskrise, zu Beginn der 1930er, versuchten Jerry Siegel und Joe Shuster, zwei junge jüdische US-Amerikaner, erfolglos ihre Science-Fiction-Geschichten an Zeitungen zu verkaufen. Aber ein neues Medium entstand: Comics. Anfangs enthielten sie nur wiederverwendetes Material aus Zeitungen, bis 1935 erstmals unveröffentlichte Erzählungen verwendet wurden. Im Juni 1938 erschien um 10 US-Cent das erste Heft der Comicreihe Action Comics. Später wurde es ein begehrtes Sammlerstück mit enormem Wert. Der erste und größte Comic-Superheld Superman war geboren. Erschaffen wurde diese Comicfigur von Jerry Siegel, der den Text schrieb, und Joe Shuster, der die Illustrationen beisteuerte. Der Comicverlag war Detective Comics, später umbenannt in DC Comics, kurz DC. Die Hauptleser waren Jungen. Monatlich wurden fast eine Million Exemplare verkauft. Es gab auch eine Superman-Radioshow. Der Erfolg der Figur machte die Zeitungen aufmerksam, und sie brachten einen täglichen Comic-Strip heraus, der von 20 Millionen Leuten gelesen werden konnte. 
1939 wurde in Ausgabe #27 von DC Comics ein weiterer maskierter Held vorgestellt: Batman. Er kämpfte gegen das Verbrechen, hatte aber keine Superkräfte. Aus der Taufe gehoben wurde er von Comiczeichner Bob Kane. Immer mehr Figuren und Verlage entstanden, einer davon war Timely Comics, später Marvel Comics genannt. Superman wurde von einem eher bösen Charakter zu einer Vaterfigur geändert. Nach Einführung des jungen Robin, der von Batman quasi adoptiert und beschützt wurde, verdoppelten sich die Absatzzahlen. 
Auch politische Themen wurden in den Comics aufgegriffen. So wurde Hitler bereits zum Feind erklärt und von der Comicfigur Captain America bekämpft, bevor der Zweite Weltkrieg begann. Nazipropagandaminister Goebbels wiederum nannte Superman einen Juden. Captain America wurde von Jack Kirby und Joe Simon geschaffen und diente der US-amerikanischen Propaganda. Die erste Ausgabe war ausverkauft. Im Frühjahr 1941 führte der Comicheld einen Seekrieg gegen eine ungenannte asiatische Macht. Sieben Monate später attackierten die Japaner Pearl Harbor. Die Comicverkäufe stiegen innerhalb eines Jahres, von 1942 bis 1943, von monatlich 15 Millionen auf 25 Millionen Exemplare. Auch die US-amerikanischen Soldaten lasen gerne Comics. Ein Thema, das vermieden wurde, war der Holocaust. Superman löste Probleme mit körperlicher Stärke. Sein weibliches Gegenstück war die sexy Wonder Woman. Im Jahr 1953 waren die monatlichen Verkaufszahlen auf fast 100 Millionen Comics geklettert. Die Actionsuperhelden verloren jedoch an Bedeutung, aber Superman, Batman und Wonder Woman überlebten. Ihre Konkurrenten waren lustige Tiergestalten, Western und Horrorgeschichten. 
Siegel und Shuster verloren 1948 einen Prozess gegen DC Comics, ihre Erfinderrechte an der Figur des Superman wurden nicht anerkannt. Sie verließen den Verlag. Bald darauf kamen die Comicverlage selbst in eine schwere Krise. Der Psychiater Fredric Wertham veröffentlichte 1954 sein populäres Buch Seduction of the Innocent, in dem er die angebliche Schädlichkeit von Comics bei jungen Lesern anprangerte. Um staatlicher Zensur zuvorzukommen, führten die Comicverlage den Comics Code ein, eine freiwillige Selbstkontrolle, um zu viel Gewalt, Sexualität etc. zu verhindern. Infolgedessen wurden vermehrt moralische Handlungen verfasst, z. B. arbeitete Superman vermehrt mit staatlichen Behörden zusammen. Batman und Wonder Woman widmeten sich mehr dem Privatleben. Viele Schreiber und Verlage gaben auf. Der Absatz fiel von 1954 bis 1956 um mehr als die Hälfte. Immer mehr US-amerikanische Kinder und Jugendliche wandten sich von den Comics ab und dem neuen Medium des Fernsehens zu. 
Die Justice-League-Reihe entstand mit mehreren Heldenfiguren. Marvel Comic veröffentlichte Die Fantastischen Vier (Fantastic Four), ein Team aus vier Superhelden, die es gar nicht sein wollten. 1962 erschienen Hulk, das Opfer einer Atombombe, und Spider-Man, bei dem besonders auf die optische Gestaltung Wert gelegt wurde. Figuren der DC Comics behandelten den Leser in einer väterlichen Art. Bei Figuren der Marvel Comics entsprach die Handlungsweise oft der Zielgruppe, was eine Identifikation mit der Comicfigur nahelegte, und sie verkauften sich erstmals besser als die althergebrachten DCs. Eine Rebellion der Jugend war angesagt. 1966 kam die Fernsehserie Batman heraus. Eine Batmania entstand und kehrte den vorherrschenden Trend eine Zeit lang um. Die Batman-Comics verdoppelten ihren Absatz und gingen monatlich fast 900.000 mal über den Ladentisch. Nach dem Ende der Fernsehserie fiel der Umsatz im Jahre 1969 um fast sechzig Prozent. 
Durch den Vietnamkrieg und die Watergate-Affäre gab es Kritik und Proteste in der US-amerikanischen Gesellschaft. Vietnam wurde nicht in Comics thematisiert. Eine realistischere Wonder Woman ohne Superkräfte wurde von Feministinnen abgelehnt und nach vier Jahren wieder geändert. Unerwähnt blieb vorerst das Thema Drogen. Doch die Regierung wollte es in abschreckender Weise erwähnt wissen. Daraufhin blieb Spider-Man drei Monate ohne den Stempel des Comics Code, der daraufhin gelockert wurde. Einige Monate später wurde er bei einer viel realistischeren Geschichte vergeben. Doch die Verkäufe stiegen nicht, und zwei Ausgaben später stellte DC Comics Green Lantern und Green Arrow ein. Superman überlebte und wurde 1978 mit Christopher Reeve in der Haupt- und Titelrolle und Margot Kidder als Lois Lane verfilmt. Siegel und Shuster bekamen letztendlich doch eine lebenslange jährliche Rente zugesprochen und wurden als Schöpfer der Figur in den Credits genannt. DC Comics behielt die Rechte an der Figur. Die ersten beiden Superman-Filme waren in den Kinos sehr erfolgreich. 
Stan Lee und Jack Kirby schufen 1963 die X-Men-Comics, die in den späten 70ern populär wurden, vor allem der Charakter des Wolverine. Zur Zeit des Kalten Krieges entstanden düsterere Comic-Charaktere, etwa Daredevil. Der zweite Robin im Batman-Comic, der relativ unbeliebt war, wurde nach einer Telefonabstimmung der Leser in einer Explosion mutmaßlich getötet. Batman wurde verfilmt. In den späten 70ern kostete ein Comic durchschnittlich 40 US-Cent. Das war für manche junge Leser zu viel, brachte aber nicht genug für die Trafiken ein. In Spezialgeschäften wurden auch alte Ausgaben als Sammlerstücke an Fans verkauft. Die Comics wurden von einem Massenartikel zu einem Spezialprodukt mit höheren Preisen und älteren Lesern. Eine erfolgreiche neue Comicserie war 1988 The Sandman von Neil Gaiman, der Teile von Figuren von 1939 und 1974 verwendete. Die 19. Ausgabe war der erste Comic, der einen World Fantasy Award gewann. Die Geschichte beruhte auf A Midsummer Night's Dream von Shakespeare. Sie wurde als beste Kurzgeschichte ausgezeichnet und nicht in einer Kategorie für Comicbücher. Daraufhin wurden die Regeln der Preisvergabe geändert. 
Im nächsten Jahrzehnt gab es eine sexuelle Revolution in den Comics und in Kinofilmen. In den 1990ern wurde erstmals Homosexualität thematisiert. In den frühen 90ern waren die Comics finanziell erfolgreich. Autoren konnten nun die Rechte an den von ihnen geschaffenen Charakteren haben und damit viel verdienen. 1992 veröffentlichte Image Comics die Spawn-Comicreihe und forderte die alteingesessenen Verlage Marvel Comics und DC Comics heraus. Die Figur eines Afroamerikaners mit Superkräften verkaufte 1,7 Millionen Exemplare mit dem ersten Heft. Es folgte eine Fernsehserie und der Film Spawn. Graphic Novel klang eindrucksvoller als Comic. Sie griffen auch politische Themen auf und beschäftigten sich mit strengeren Waffengesetzen. Superman- und Batman-Comics machten auf Landminen in z. B. Bosnien aufmerksam. 
Alte Ausgaben erzielten hohe Preise. Leute kauften Comics als Geldanlage. Die Verkäufe der neuen Comics liefen sehr gut. Manche Hefte gingen 6 Millionen Mal über den Ladentisch, obwohl es nur eine halbe Million Leser gab. Die hohe Wertsteigerung gab es allerdings nur bei den alten Ausgaben, weil sie selten waren. Als die Fans das bemerkten, kauften sie keine überzähligen Hefte mehr, und es gab einen nie dagewesenen Einbruch der Verkaufszahlen. Nach 1993 sperrten tausende Comicgeschäfte zu. Viele Autoren wurde arbeitslos. 1996 stand Marvel Comics vor dem Bankrott. Die monatlichen Verkäufe waren von 40 Millionen auf 7 Millionen gefallen. Das Internet und elektronische Spiele waren neue Konkurrenten. Superman und Lois Lane heirateten. Nach dem 11. September blickte Spider-Man auf den Ground Zero. Verkaufserlöse wurden für die Opfer gespendet. 
Heutzutage werden Zeichner von Comics mehr respektiert als früher. Die Zukunft sind elektronische Comics im Internet zum Umblättern. Comics sind eine Art Flucht und eine Kunstform. Sie beschäftigen sich mit Gut und Böse und mit grundsätzlichen US-amerikanischen Überzeugungen.

## Kritiken
- Hal Erickson, All Movie Guide, lobte den beispiellosen Zugang der Filmproduzenten zu den Daten von DC und Marvel („The producers were given unprecedented access to the files of DC and Marvel“).[1]
- Dan Friedman, All Movie Guide, bezeichnete den Dokumentarfilm als ausgezeichnete Schilderung, die Einblicke seien hervorragend, er sei eine gewaltige Reise in die Vergangenheit, ein Vergnügen anzusehen und zeitweise wehmütig („excellent chronicle“ ... „insights are terrific“ ... „a tremendous trip down memory lane“ ... „a pleasure to watch“ ... „wistful“).[2]

## Hintergrundinformationen
Der Dokumentarfilm wurde erstmals am 23. Juni 2003 vom US-amerikanischen Fernsehsender The History Channel gesendet. Kurz vorher, am 17. Juni 2003, hatte die Comicverfilmung Hulk seine Premiere in den US-amerikanischen Kinos. 
Im Jahr 2005 wurden englischsprachige DVDs ohne Untertitel veröffentlicht. 